# Французская телепроизводящая компания
Французская телепроизводящая компания (Société française de production et de créations audiovisuelles, SFP, СФП) - в 1982-2010 гг. анонимное общество, в 1975-1982 гг. - общественное учреждение, имеющее промышленный и коммерческий характер. 

## Правопредшественники
Компания была учреждена в 1975 году в результате реорганизации путём разделения общественного учреждения, имевшего промышленный и коммерческий характер «Управление французского радиовещания и телевидения».  

## Деятельность
Компания осуществляет:
- Подготовку тематических телепередач;
- Производство фильмов;
- Производство телефильмов и телесериалов;
- Подготовку публицистические телепередач, производство документальных фильмов, документальных телефильмов и документальных телесериалов;
- Подготовку художественных радиоспектаклей;
- Подготовку тематических радиопередач
- Подготовку детских и юношеских телепередач, производство детских и юношеских телефильмов и телесериалов.

## Владельцы
Владельцами телекомпании являлись:
- в 1975-2001 гг. - Министерство национальной экономики Франции;
- в 2001-2010 года - «ЕвроМедиа Груп».

## Правопреемники
В 2010 году была реорганизована путём объединения с компаниями «ВЦФ» и «ЕвроМедиа Телевижн» в «ЕвроМедиа Франс».